# Stanislav Vlček
Stanislav Vlček, född 26 februari 1976 i Vlašim, är en tjeckisk före detta fotbollsspelare. 
Klubbadressen för Vlček som för det mesta spelar anfallare är sedan sommaren 2009 återigen den tjeckiska toppklubben Slavia Prag, dit han återvände efter två och ett halvt år i belgiska RSC Anderlecht. Tidigare har han bl.a. spelat i Dynamo Moskva och Sigma Olomouc. 
På landslagsnivå är hans största merit att han blev uttagen i Tjeckiens trupp till EM 2008. Väl där fick den då 32-årige Vlček mer speltid än förväntat då han blev inbytt i alla Tjeckiens tre matcher.